# オルテュギアー島

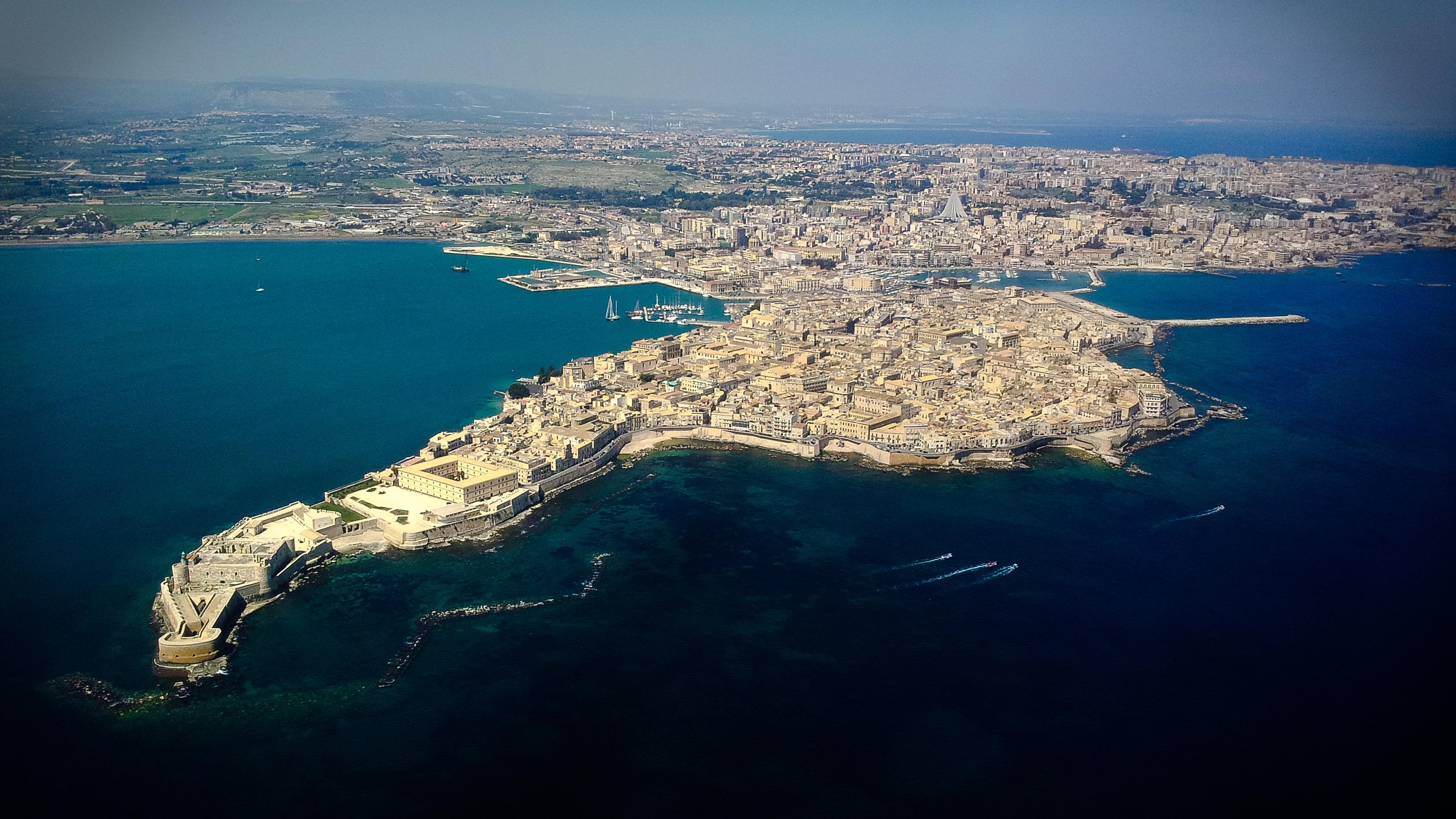
全景観

オルテュギアー島（オルテュギアーとう、イタリア語: Ortigia オルティジア、ギリシャ語: Ὀρτυγία）はシチリア島のシラクサの街の歴史的な中心である小さな島。 Città Vecchia （旧市街）としても知られるこの島には数多くの歴史的なみどころがある。島名は「ウズラ」を意味する古代ギリシア語の ortyx (ὄρτυξ)に由来する。

## 概要

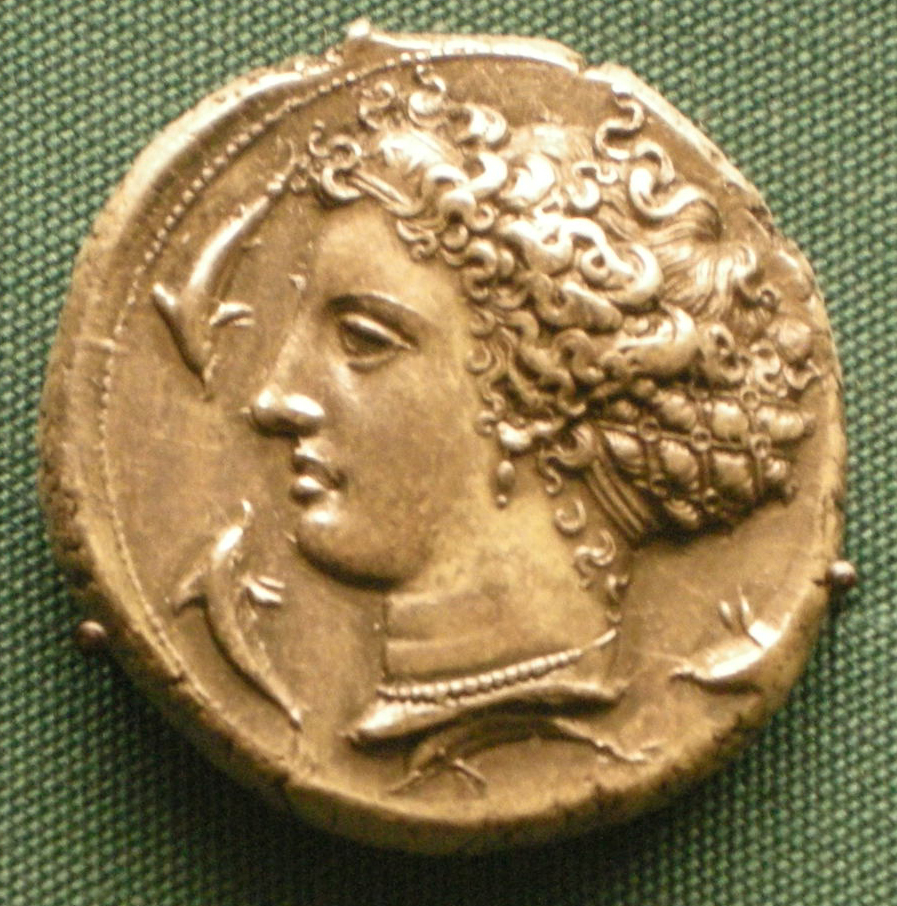
シチリア島シラクサのコインに印されたアレトゥーサ、紀元前415-400

デロス島のアポローンについてのホメーロス風讃歌では、女神レートーは双子の一人目であるアルテミスを産むためにオルテュギアー島に立ち寄った。そののち、アルテミスはレートーがアポローンを産み落としたデロス島へと海を渡るのを手助けした。別の古代の文献では双子は同じ場所で生まれたとされており、それはデロス島だったりオルテュギアー島だったりしているが、ストラボンによればオルテュギアーはデロスの古い名前とのことである。さらに、おそらく半ダースもの異なる場所がオルテュギアーと呼ばれており、場所の特定は不確かである。
また、レーテーの姉妹であるアステリアーがウズラ（Ortyx）に変身して海に身を投げ、オルテュギアー島になったともいわれている。別の神話ではそれがオルテュギアー島ではなく、デロス島であると示唆されている。
オルテュギアー島は川の神から逃げる際に、アルテミスによって泉に姿を変えられ、地下を横切ってこの場所に現れ、街に水を供給した貞淑なニンフ、アレトゥーサの神話上の家だった。アレトゥーサと彼女の追ってである川の神アルペイオスはギリシアのアルカディアからやってきた。

## 歴史

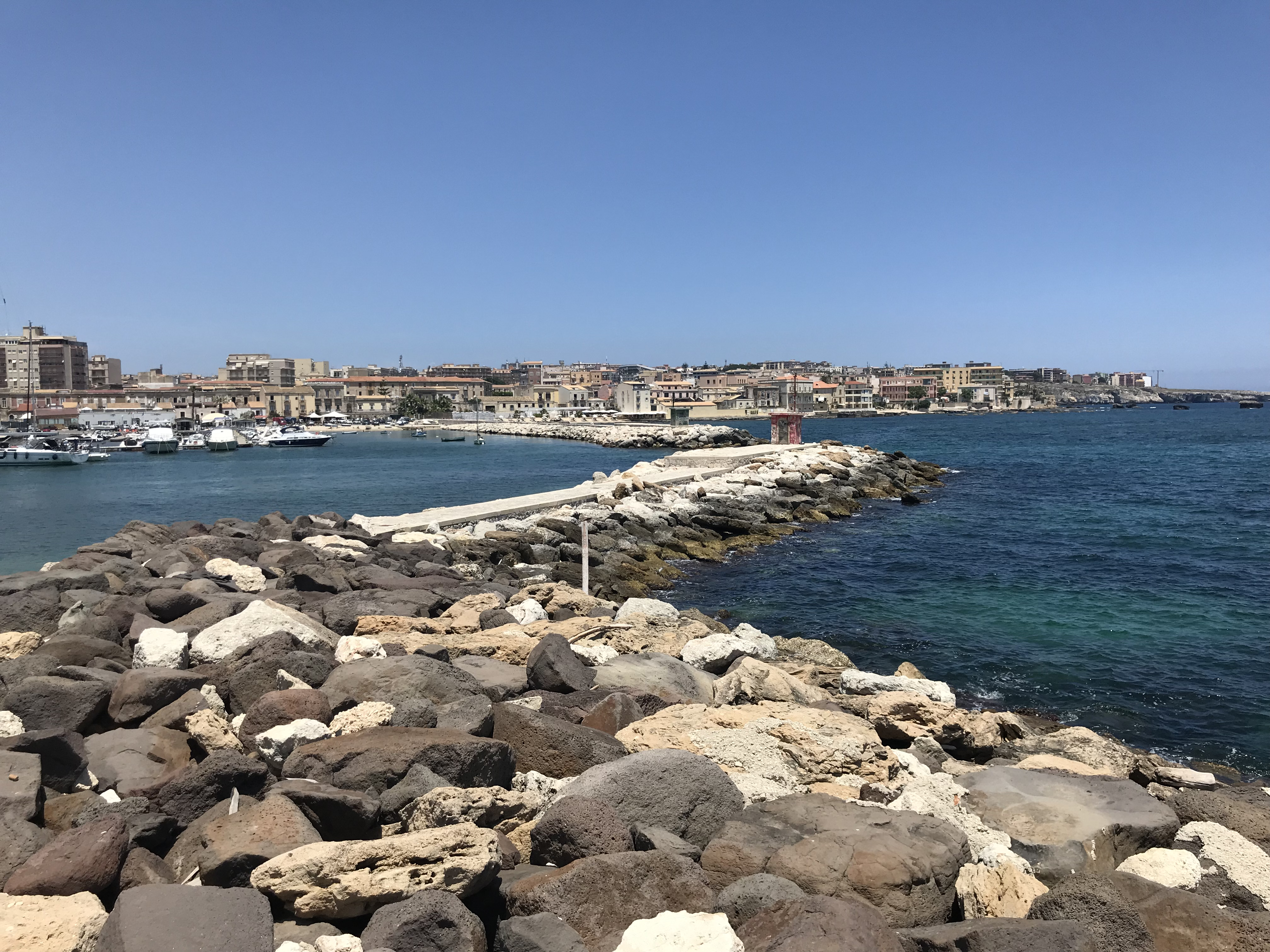
オルテュギアー島の波止場

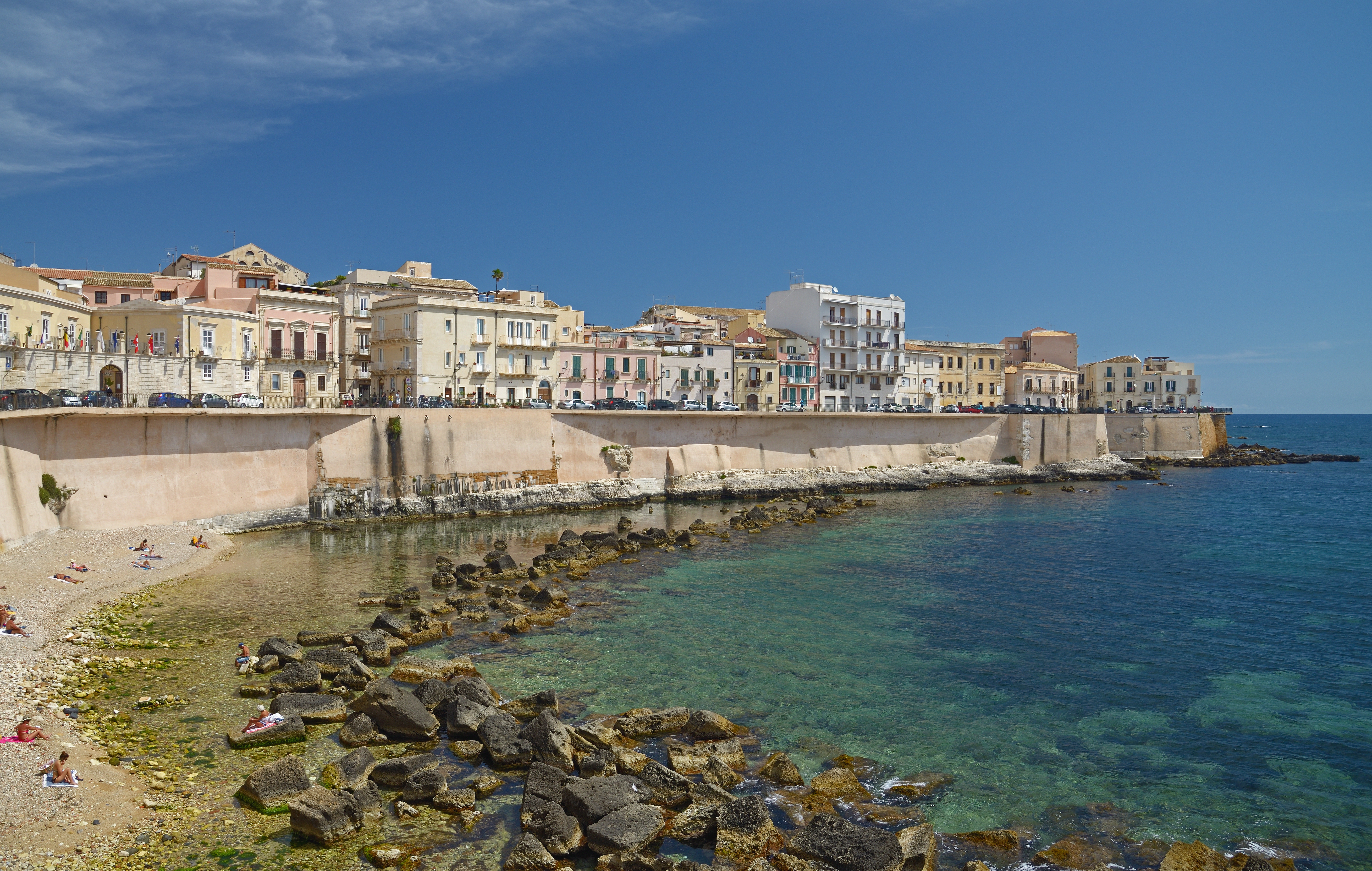
オルテュギアー島の遊歩道

オルテュギアー島は海岸のすぐそばにある島であり、容易に港を有する自然の要塞に変身し、古代としてはかなりの人口を収容できるほどの大きさだった。神殿が置かれ、古代の最盛期、人口100万人であったともいう。このため、オルテュギアー島の歴史はシラクサの初期の歴史と同義となっている。

## 位置

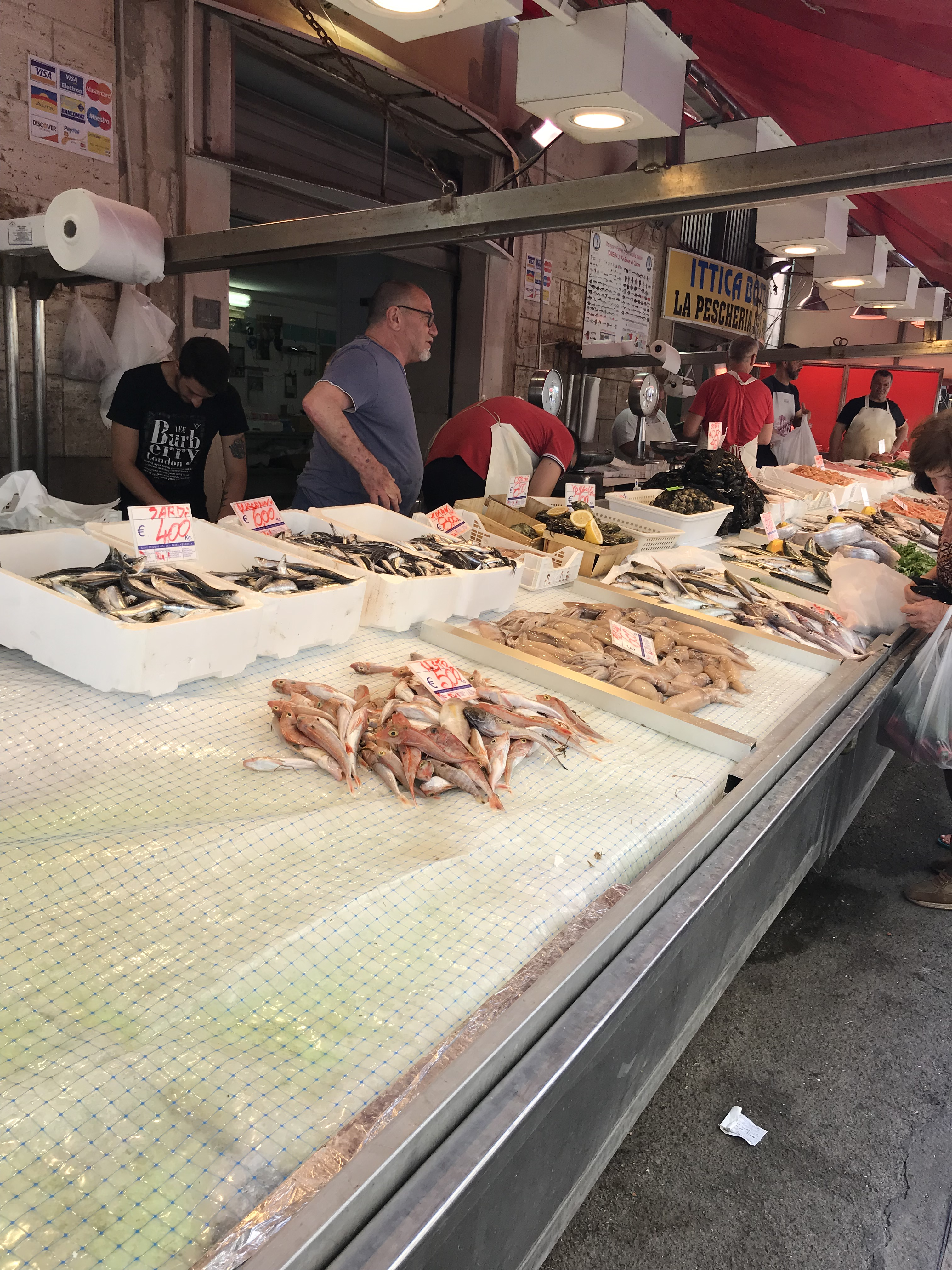
オルテュギアー島の市場

オルテュギアー島はシラクサの東端に位置し、狭い海峡によって隔てられている。2つの橋が島とシシリア本土とを結んでいる。この島は旅行者、買い物、娯楽に人気であり、居住地域としても人気がある。

## 地区
- Graziella (シチリア語: Razziedda)
- Bottari (シチリア語: 'Uttari)
- Mastrarua (シチリア語: Masciarrò)
- Spirduta (シチリア語: Spidduta)
- Maestranza (シチリア語: Mascianza)
- Duomo (シチリア語: Domu)
- Giudecca (シチリア語: Jureca)
- Turba (シチリア語: Tubba)
- Castello Maniace (シチリア語: Casteddu)

## みどころ
- シラクーザ大聖堂（英語版）　紀元前５世紀のアテナ神殿が７世紀にキリスト教教会となった。
- シラクサのドゥオーモ広場
- アルキメデス広場
- アレトゥーサの泉（英語版）